# Iwan Romanowitsch Hecker
Iwan Romanowitsch Hecker (Johann von Hecker, russisch Иван Романович Геккер, englische Transkription Ivan Romanovich Gekker; * 4. März 1927 in Leningrad; † 7. Mai 1989 in Moskau) war ein russischer Plasmaphysiker.
Er war der Sohn des Paläontologen Roman Fjodorowitsch Hecker. Hecker machte 1950 einen Abschluss als Physikingenieur am Moskauer Institut für Energietechnik und arbeitete im Institut für Automation und Telemechanik. 1959 machte er dort einen Ingenieursabschluss. Danach war er Mitglied des Instituts für Allgemeine Physik der Sowjetischen Akademie der Wissenschaften, an dem er 1971 leitender Wissenschaftler wurde. Daneben hielt er Vorlesungen am Moskauer Institut für Technologie.
Hecker befasste sich vor allem mit Mikrowellenheizung von Plasmen und kontrollierter Kernfusion, worüber er auch auf internationalen Konferenzen wie 1975 in Lausanne vortrug.  Er reichte 1988 seine russische Doktorarbeit (entsprechend einer Habilitation) über anomale Absorption elektromagnetischer Wellen in Plasmen ein, starb aber vor der Verteidigung seiner Dissertation.
Er war mit der Theater- und Filmschauspielerin Swetlana Wladimirowa (* 1927) verheiratet und hatte eine Tochter (Nathalie von Gekker, Nathalia Hecker, * 1954), eine Kinderbuchautorin.
Neben Russisch und Deutsch sprach er auch Englisch, Französisch und Italienisch.
Hecker war ein entfernter Nachkomme von Leonhard Euler (über dessen Sohn Johann Albrecht Euler).

## Schriften
- Interaction of strong electromagnetic fields with plasmas, Oxford University Press 1982 (zuerst russisch Atomisdat, Moskau 1978)